# Karl Schuhmann
Karl Schuhmann (Hausen-Steinfeld, 19 marzo 1941 – Utrecht, 18 marzo 2003) è stato un filosofo tedesco, professore ordinario di storia della filosofia post-medievale all'Università di Utrecht ed eminente studioso di Edmund Husserl e Thomas Hobbes.

## Biografia
Frequentò la Volksschule dal 1947 al 1950 e successivamente il Städtisches Realgymnasium fino al 1960 a Würzburg. Iniziò gli studi di filosofia nell'anno accademico 1960-61 a Monaco e alla Pädagogische Hochschule di Esslingen sul Neckar. Successivamente studiò filosofia all'Università Cattolica di Lovanio (in Belgio) dal 1963 al 1966. Ottenne la laurea magna cum laude nel 1966 con uno scritto su Fichte sotto la direzione di André Wylleman
A Lovanio nacque il suo interesse per Husserl a causa della presenza dell'Archivio Husserl, che era stato fondato da Herman Van Breda per custodire e salvaguardare tutti i manoscritti e la biblioteca personale di Husserl. Dal 1967 divenne assistente all'Archivio e nel 1972 ottenne il suo dottorato in filosofia, seguito nel 1973 dal grado di magister cooptatus, paragonabile alla Habilitation vigente in Germania.
Nel 1975 si trasferì da Lovanio a Utrecht dove occupò la cattedra di storia della filosofia fino alla sua morte. Assieme a Jitendra Nath Mohanty negli anni '80 fondò la rivista Husserl Studies, il cui primo numero apparve nel dicembre del 1984. Schuhmann rimase direttore della rivista fino al 1993.
Nelle sue pubblicazioni e lezioni, a parte Husserl e Hobbes, si occupò anche di Adolf Reinach, Alexander Pfänder, Johannes Daubert, Theodor Lipps, Anton Marty, Carl Stumpf, Alexius Meinong, Bernardino Telesio, Pierre Gassendi, e più in generale di fenomenologia, la Scuola di Brentano, la fenomenologia realista di Monaco.

## Attività
È stato membro del comitato editoriale di varie riviste specializzate:
- Archiv für Geschichte der Philosophie.
- Axiomathes.
- Brentano Studien.
- Hobbes Latinus.
- Hobbes Studies.
- Orbis Phaenomenologicus.
- The Monist.

È stato membro del consiglio direttivo di vari istituti di ricerca:
- International Hobbes Association.
- Centro Studi per la Filosofia Mitteleuropea.
- VZW Husserl-Archief.
- Comité International Thomas Hobbes
- Koninklijke Nederlandse Academie van Wetenschappen.

## Opere

### Edizioni critiche
- Edmund Husserl. Ideen zu einer reinen Phänomenologie und phänomenologischen Philosophie. Husserliana III/1. Nijhoff, Den Haag, 1976
- Edmund Husserl. Ideen zu einer reinen Phänomenologie und phänomenologischen Philosophie. Husserliana III/2. Nijhoff, Den Haag, 1976
- Malvine Husserl. "Skizze eines Lebensbildes von Edmund Husserl. in Husserl Studies, 5:105–125, 1988.
- Adolf Reinach Sämtliche Werke. Textkritische Ausgabe (2 vol.) Ed. Karl Schuhmann & Barry Smith, München: Philosophia Verlag 1989.
- "Husserls Exzerpt aus der Staatsexamensarbeit von Edith Stein." Ed. Karl Schuhmann. in Tijdschrift voor Filosofie 53, 1991.
- Edmund Husserl. Briefwechsel (10 vol.). Husserliana Dokumente III. (con Elisabeth Schuhmann). Kluwer, Dordrecht, 1994.
- "Husserls Manuskripte zu seinem Göttinger Doppelvortrag von 1901" (con Elisabeth Schuhmann) in Husserl Studies, 17(2): 87–123, 2001.
- "Husserl's Abhandlung “Intentionale Gegenstände”. Edition der ursprünglichen Druckfassung." in Brentano Studien (1990/1991), 3:137–176, 1992.
- Thomas Hobbes De Corpore. Elementorum Philosophiæ Sectio Prima (con Martine Pécharman), Vrin, Paris, 1999.
- Thomas Hobbes De corpore. Elemente der Philosophie. Erste Abteilung: Der Körper. Felix Meiner, Hamburg, 1999.
- Thomas Hobbes Leviathan: a critical edition (con John Rogers), Thoemmes Continuum, Bristol, 2004.

### Libri
- Karl Schuhmann. Die Grundlage der Wissenschaftslehre in ihrem Umrisse. Zu Fichtes Wissenschaftslehren von 1794 und 1810, Nijhoff, Den Haag, 1968.
- Karl Schuhmann. Die Fundamentalbetrachtung der Phänomenologie. Zum Weltproblem in der Philosophie Edmund Husserls. Phaenomenologica 42. Nijhoff, Den Haag, 1971.
- Karl Schuhmann. Die Dialektik der Phänomenologie I (Husserl über Pfänder). Phaenomenologica 56. Nijhoff, Den Haag, 1973.
- Karl Schuhmann. Die Dialektik der Phänomenologie II (Reine Phänomenologie und phänomenologische Philosophie). Phaenomenologica 57. Nijhoff, Den Haag, 1973.
- Karl Schuhmann. Index Nominum zum Nachlass von Edmund Husserl (msc.) Leuven, 1975.
- Karl Schuhmann. Husserl - Chronik (Denk- und Lebensweg Edmund Husserls). Husserliana Dokumente I. Nijhoff, Den Haag, 1977.
- Karl Schuhmann. Husserls Staatsphilosophie. Alber, Freiburg, 1988
- Karl Schuhmann. Hobbes. Une chronique. Cheminement de sa pensée et de sa vie Vrin, Paris, 1998.

### Contributi a raccolte e collezioni
- Karl Schuhmann & Barry Smith. "Adolf Reinach: An Intellectual Biography". in Kevin Mulligan, ed. Speech Act and Sachverhalt: Reinach and the Foundations of Realist Phenomenology. Nijhoff, Dordrecht/Boston/Lancaster, 1987, 1–27.
- Karl Schuhmann. "Stumpf, C. (1848 – 1936)". In L. Albertazzi, M. Libardi, & R. Poli, ed., The School of Franz Brentano, 109 – 129. Kluwer, Dordrecht, 1996.
- Karl Schuhmann. "Meinongian aesthetics", in L. Albertazzi, D. Jacquette, & R. Poli, ed. The School of Alexius Meinong. Ashgate, Aldershot, 2001
- Karl Schuhmann. "Value theory in Ehrenfels and Meinong", in L. Albertazzi, D. Jacquette, & R. Poli, ed. The School of Alexius Meinong. Ashgate, Aldershot, 2001
- Karl Schuhmann. "Representation in early Husserl" in L. Albertazzi, ed., The Dawn of Cognitive Science. Early European Contributors. Kluwer, Dordrecht, 2001.
- Karl Schuhmann. "Brentano's impact on twentieth-century philosophy" in Dale Jacquette, ed. The Cambridge Companion to Brentano. Cambridge University Press, Cambridge, 2004.

### Articoli (selezione)
- Karl Schuhmann. "“Phänomenologie”: Eine Begriffsgeschichtliche Reflexion." in Husserl Studies, 1(1): 31–68, 1984.
- Karl Schuhmann. "Husserls Idee der Philosophie". in Husserl Studies, 5:235–256, 1988.
- Karl Schuhmann. "Husserl's Concept of the Noema: A Daubertian Critique". in Topoi, 8: 53–61, 1989.
- Karl Schuhmann. "Stumpfs Vorstellungsbegriff in seiner Hallenser Zeit." in Brentano Studien (2000/2001), 9:63 – 88, 2002.
- Niels Bokhove & Karl Schuhmann. "Bibliographie der Schriften von Theodor Lipps" in Zeitschrift für philosophische Forschung 45 (1991): 112–130.

### Postumo
- Cees Leijenhorst & Piet Steenbakkers, ed., Karl Schuhmann: Selected Papers on Phenomenology. Kluwer, Dordrecht, 2004.
- Cees Leijenhorst & Piet Steenbakkers, ed., Karl Schuhmann: Selected Papers on Renaissance Philosophy and on Thomas Hobbes. Kluwer, Dordrecht, 2004.

### Obituari
- Jitendra Nath Mohanty. "A Note on Karl Schuhmann", in Husserl Studies, 20, 2004, p. 6.

| Controllo di autorità | VIAF (EN) 76355511 · ISNI (EN) 0000 0001 0917 1795 · LCCN (EN) n88181820 · GND (DE) 1178466531 · BNF (FR) cb12158082r (data) · J9U (EN, HE) 987007267871705171 |